# 四国中央市立川之江北中学校
四国中央市立川之江北中学校（しこくちゅうおうしりつ かわのえきたちゅうがっこう）は、愛媛県四国中央市川之江町にある中学校。

## 沿革
- 1964年 - 川之江中学校、妻鳥中学校を合併して川之江市立北中学校となる。（名目統合）
- 1966年3月 - 校舎落成・移転、4月実質統合。通学校区一部変更。体育館落成。
- 1968年 - プール完成。
- 1970年 - プール下部室完成。
- 1976年 - 格技館竣工。
- 1978年 - 部室・体育倉庫・防球ネット完成。
- 1987年 - 校舎改築。第1音楽室改装工事。外壁塗装。
- 1988年 - 窓をスチールからアルミサッシに取替。
- 1992年 - コンピュータ室・給食室完成。
- 1993年 - 給食開始。テレビ・ビデオ装置完成。
- 1994年 - 体育館の全面改修。
- 1999年 - 2年生職場体験学習開始。
- 2000年 - コンピュータ増設（新型42台）、インターネット接続。
- 2004年 - 市町村合併により、四国中央市立川之江北中学校と名称変更。新校旗制定。

## クラブ活動

### 運動部
- 野球部
- サッカー部
- 陸上部
- 男子ソフトテニス部
- 女子ソフトテニス部
- 男子バスケットボール部
- 女子バスケットボール部
- 男子バレーボール部
- 女子バレーボール部
- ソフトボール部
- 男子卓球部
- 女子卓球部
- 柔道部
- 剣道部
- 水泳部

### 文化部
- 吹奏楽部
- 美術部
- ボランティア部
- 茶道部
- 情報科学部

## 通学区域
- 川之江町、妻鳥町（一部）、金生町下分（一部）、金生町山田井（一部）[1]

## 通学区域内の小学校
- 四国中央市立川之江小学校（全域[2]）
- 四国中央市立金生第一小学校（一部[2]）
- 四国中央市立金生第二小学校（一部[2]）
- 四国中央市立妻鳥小学校（一部[2]）

## 通学区域内の主な施設など
- 四国中央市立川之江幼稚園
- 愛媛県立川之江高等学校
- 四国中央病院
- 宇摩自動車教習所
- 川之江運動場
- 高松自動車道川之江ジャンクション
- 国道11号川之江三島バイパス
- 愛媛県道121号川之江停車場線
- 愛媛県道333号三島川之江港線
- 川之江城址

## アクセス
- JR四国予讃線 川之江駅から徒歩14分。

## 出身者
- 紫舟（書道家)
- 立川新（柔道選手）
- 立川桃（柔道選手）
- 天風浩一（大相撲力士、押尾川部屋）

## 通学区域が隣接している学校
- 四国中央市立三島東中学校
- 四国中央市立川之江南中学校